# Hato : Toujours plus haut !
Pour les articles homonymes, voir Hato.
Hato - Toujours plus haut ! (ハトよ天まで, Hato yo Ten Made) est un seinen manga d'Osamu Tezuka. Il a été prépublié du 11 novembre 1964 au 22 janvier 1967 dans le magazine Sankei Shinbun. Il est publié en trois volumes reliés par Kōdansha dans la collection des Œuvres complètes de Tezuka entre septembre 1977 et juin 1978 puis en deux volumes au format bunko en 2010. Le manga est publié en France en trois volumes par Cornélius entre juin 2006 et octobre 2007

## Synopsis
C'est l'histoire de deux enfants orphelins qui se retrouvent précipités au milieu des légendes et de la mythologie japonaise.

## Personnages
Hatomaru (ハト丸)
Takamaru (タカ丸)

## Liste des volumes
| no | Japonais          | Japonais          | Français          | Français          |
| no | Date de sortie    | ISBN              | Date de sortie    | ISBN              |
| --- | ----------------- | ----------------- | ----------------- | ----------------- |
| 1 | 19 septembre 1977 | 978-4-06-108647-0 | 16 juin 2006      | 978-2-9154-9217-0 |
| Liste des chapitres : - 1. Il était une fois… - 2. Un drôle de samouraï - 3. O-hagi et Bota-matsu - 4. Jours de combat - 5. Le dragon de Jûrô-gata                                                           |                   |                   |                   |                   |
| 2 | 31 janvier 1978   | 978-4-06-108648-7 | 15 septembre 2006 | 978-2-9154-9223-1 |
| Liste des chapitres : - 1. Le complot des Fukubé - 2. À la recherche du coquillage-hirondelle - 3. Princesse Étoile et princesse Lune - 4. Combat à mort sur le Kuro-ga-také                                 |                   |                   |                   |                   |
| 3 | 29 juin 1978      | 978-4-06-108649-4 | 18 octobre 2007   | 978-2-9154-9233-0 |
| Liste des chapitres : - 1. Ceux de mon pays - 2. En guerre contre les Yokaïs - 3. Que d'histoires pour une calebasse ! - 4. La pagode de l'enfer - 5. Tout pour mon pays ! - 6. Le grand disque dans le ciel |                   |                   |                   |                   |

### Édition japonaise
Kōdansha
1. 1 2  (ja) « Tome 1 ».
2. 1 2  (ja) « Tome 2 ».
3. 1 2  (ja) « Tome 3 ».

### Édition française
Cornélius
1. 1 2  (fr) « Tome 1 », sur manga-sanctuary.com.
2. 1 2  (fr) « Tome 2 », sur manga-sanctuary.com.
3. 1 2  (fr) « Tome 3 », sur manga-sanctuary.com.